# Povoado fortificado e Santuário de Endovélico
O Povoado fortificado e Santuário de Endovélico, também referido como Santuário de Endovélico ou Templo de São Miguel da Mota, é um sítio arqueológico correspondente a um antigo povoado fortificado e um santuário à divindade pré-romana Endovélico, situado na freguesia de Terena, no município do Alandroal, em Portugal.
Foi construído provavelmente no século I d.C., durante o período romano, para substituir um outro santuário ao Endovélico, conhecido como Rocha da Mina (38° 39′ 45″ N, 7° 28′ 34″ O). Porém, a ocupação humana do local remonta a épocas muito anteriores à conquista romana, tendo sido encontrados vestígios do Neolítico e do Calcolítico.
No século V o templo pagão foi cristianizado com a construção de uma capela nas proximidades, dedicada a São Miguel.

Em 1997 o monumento de São Miguel da Mota foi classificado como Imóvel de Interesse Público pelo Decreto n.º 67, de 31 de Dezembro, com a denominação de Povoado fortificado e Santuário de Endovélico.

## Descrição
O sítio arqueológico está situado no topo de uma colina conhecida como São Miguel da Mota, situada nas imediações da Ribeira de Lucefécit, a cerca de quatro quilómetros de Terena, no sentido Noroeste. Este local permitia o controlo total de uma vasta porção de território em redor.
No local foram encontradas as ruínas de várias estruturas, tendo o arqueólogo José Leite de Vasconcellos avançado a hipótese que pertenceriam a um povoado de origem pré-romana, provavelmente da Idade do Ferro. Porém, os resultados das investigações posteriores não permitem sustentar esta teoria, tendo-se chegado à conclusão que se trataria apenas de um complexo religioso, provavelmente um santuário dedicado ao Endovélico, uma divindade de origem pré-romana que é muito conhecida na historiografia portuguesa, por surgir num grande número de inscrições antigas descobertas nos últimos quatrocentos anos. O Endovélico fazia originalmente parte do panteão dos povos lusitanos, tendo sido depois alvo de um processo de romanização, e poderá ter estado ligado à medicina e à vida após a morte. Além disso, os materiais encontrados não permitem uma identificação rigorosa como pertencendo à Idade do Ferro. Porém, durante as escavações arqueológicas foram descobertos materiais que pertencem a um período muito anterior à ocupação romana. Os vestígios no local apontam para a presença de uma estrutura de planta quadrangular no topo da colina, junto ao marco geodésico, que provavelmente seria uma plataforma de sustentação do santuário. A identificação do edifício como um santuário é reforçada pela existência, naquele local, de várias partes de elementos arquitectónicos e de escultura em mármore, uma grande quantidade de fragmentos de cerâmica comum e de construção, peças em bronze com inscrições, aras votivas consagradas ao Endovélico, e várias lápides funerárias. A maior parte das peças em mármore vieram de Estremoz e de Vila Viçosa, enquanto que outras vieram de Trigaches e de Pardais, localizações relativamente próximas ao santuário de São Miguel da Mota.

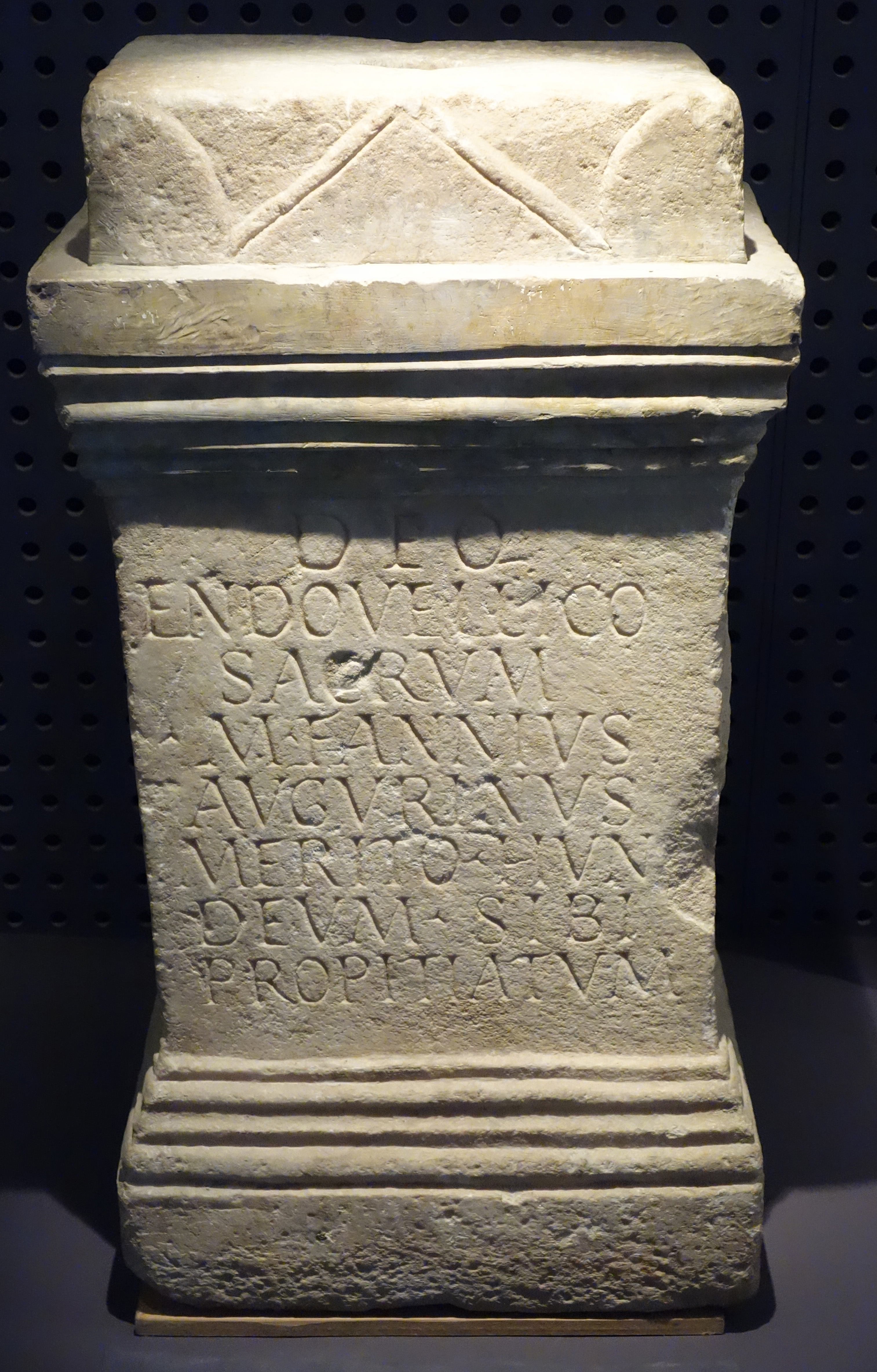
Pedestal encontrado no local, que faz referência ao Endovélico.

No local foram identificadas mais de oitenta inscrições latinas, podendo ser o ponto na antiga província romana da Hispânia onde foram encontradas mais vestígios epigráficos e peças de escultura. A adoração ao Endovélico teve decididamente origem num período anterior ao domínio romano, como pode ser comprado pelo próprio nome daquela divindade, que não se enquadra na linguística latina, mas a maior parte dos nomes presentes nas várias inscrições encontradas no local são romanos. Devido à qualidade de algumas das esculturas, e à referência a oferendas de prata, pode-se concluir que pelo alguns dos fiéis do santuário deveriam pertencer a classes sócio-económicas médias ou elevadas. Com efeito, vários dos nomes indicados surgem entre as dinastias mais afluentes nas regiões da Lusitânia e da Bética ocidental, pelo que provavelmente seriam membros destas famílias ou seus dependentes. Alguns dos nomes nas inscrições fazem referência a tribos, como por exemplo Quintus Sevius Quinti filius, que pertencia à tribo Papiria (es), na qual estavam integrados os cidadãos da antiga cidade romana de Augusta Emerita (moderna Mérida, em Espanha). Os fragmentos de três estátuas apresentam uniforme militar, incluindo um de legionário, demonstrando uma possível dedicação por parte de indivíduos das forças armadas.
Entre as várias peças destaca-se um pedestal de mármore, com uma inscrição latina na face frontal, um relevo de um suíno sobre um pedestral na posterior, e uma coroa de louros e uma palma nas laterais. A inscrição foi interpretada por José Leite de Vasconcellos como «DEO ENDOVELLICO SACRVM ^ M ^ FANNIVS AVGVRINVS MERITO ^ HVN[C] DEVM ^ SIBI PROPITIATVM» - «Consagrado ao Deus Endovélico. Marco Fânio Augurino com razão honrou este deus, que ele teve como propício». Além da referência ao Endovélico, também é de destacar a presença de pontuação, com pontos triangulares a separar algumas palavras.
Foram igualmente descobertas moedas de bronze do século IV, fragmentos de vasos de cerâmica e de vidro, e vestígios osteológicos. Pensa-se que grande parte das estátuas e inscrições terão sido destruídas ou mutiladas ao longo dos séculos, devido à readaptação do local ao culto cristão, ou removidas para outros locais para servirem como materiais de construção, situação que se verificou com muita frequência com estruturas deste tipo. Por exemplo, duas peças com epígrafes que foram retiradas das ruínas de São Miguel da Mota foram reaproveitadas nas paredes do Santuário de Nossa Senhora da Boa Nova, em Terena, e outras sete foram integradas na frontaria do Mosteiro de Santo Agostinho, em Vila Viçosa. A tipologia dos edifícios oferece algumas semelhanças com as estruturas presentes noutros santuários, nomeadamente os de Panóias e de Ulaca (es), na província de Ávila, em Espanha.
Além das ruínas, na colina também se verifica a existência de vários edifícios modernos de tipologia rural, ligados principalmente à pastorícia. No local registou-se a presença de vários taludes, mais visíveis do lado Sudeste, que poderão encerrar os vestígios de mais estruturas, talvez uma zona residencial.
Os antigos santuários da Rocha da Mina e de São Miguel da Mota podem ser integrados num conjunto de monumentos situados ao longo da Ribeira de Lucefecit, que é uma das áreas em território nacional com maior número de locais sagrados, ocupados durante uma vasta sequência de períodos cronológicos, desde a época pré-romana até à Idade Média. Este património inclui sepulturas medievais e várias igrejas, incluindo a da Fonte Santa, de São Miguel da Mota e da Nossa Senhora da Boa Nova, algumas delas construídas sobre antigas estruturas pagãs. O Santuário de Nossa Senhora da Boa Nova continua a ser alvo de peregrinações, demonstrando a continuidade da importância religiosa da região. A própria denominação da Ribeira de Lucefécit tem uma forte carga simbólica, podendo ser uma alusão a Lúcifer, que estava ligado ao planeta Vénus, conhecido como a estrela da luz. De acordo com José Leite de Vasconcellos, o santuário de São Miguel da Mota pode ter estado ligado a duas estruturas antigas situadas nas proximidades, o Castro de Castelo Velho, um povoado fortificado com cerca de cinco mil anos classificado como Monumento Nacional, e o Fortim romano de Castelinho.

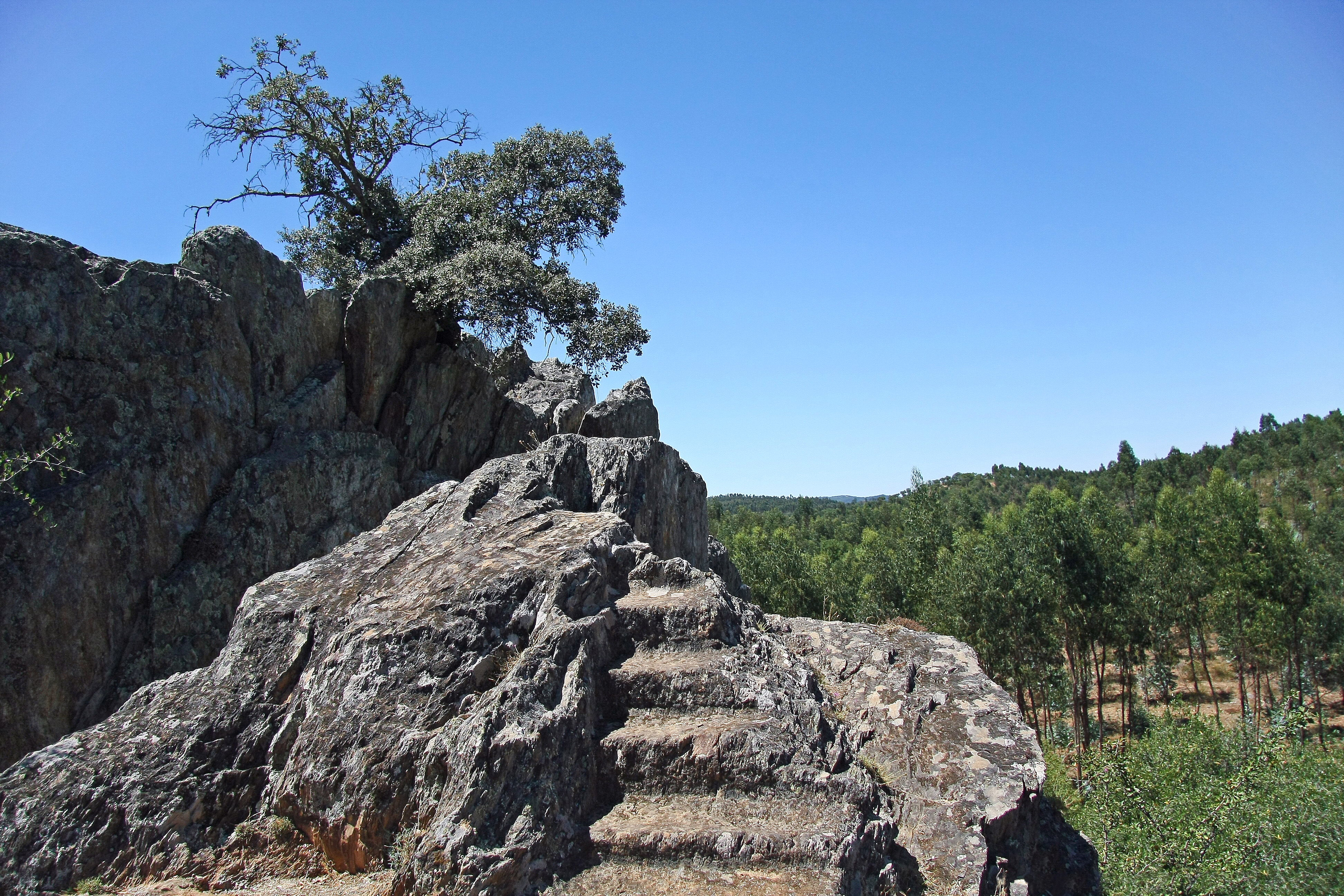
Vestígios do santuário ao Endovélico original, na Rocha da Mina, em 2016.

## História

### Ocupação original e cristianização
Os vestígios mais antigos de ocupação humana na colina pertencem provavelmente aos períodos do Neolítico e do Calcolítico, podendo corresponder a um pequeno povoado fortificado.
Originalmente, o culto ao Endovélico fazia-se num outro santuário, conhecido modernamente como Rocha da Mina, tendo sido depois trespassado pelos romanos para um novo edifício em São Miguel da Mota, construído provavelmente no século I d.C. De acordo com os vestígios encontrados no local, o antigo santuário ainda terá sido utilizado durante o periodo romano, provavelmente durante a República. O novo templo foi alvo de adaptação ao culto cristão no século V, quando foi construída uma capela, reutilizando materiais da antiga estrutura pagã. A capela foi dedicada a São Miguel Arcanjo, escolha de grande significado, porque este santo é considerado um padroeiro da medicina, tal como o Endovélico havia sido. Assim, a colina ganhou o nome de São Miguel da Mota, combinando o nome do arcanjo ao de um local situado nas proximidades.

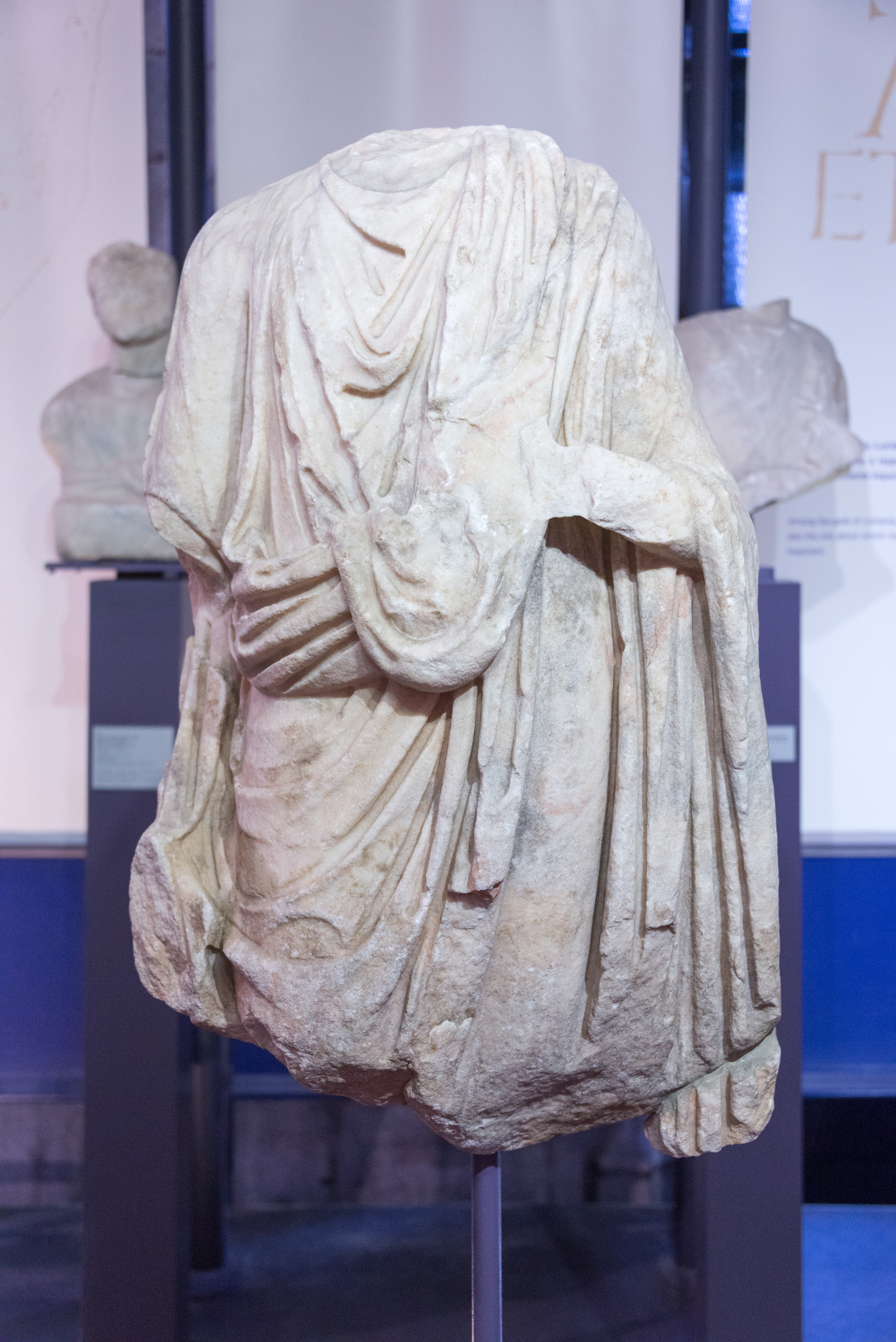
Estátua de uma figura masculina, descoberta em São Miguel da Mota e exposta no Museu Nacional de Arqueologia.

### Redescoberta

#### séculos XVI a XIX
A primeira recolha epigráfica sobre o Endovélico foi feita por D. Teodósio, Duque de Bragança, no estilo das investigações históricas feitas no século XVI, tendo ordenado o transporte de sete lápides para a Igreja dos Agostinhos em Vila Viçosa, às quais posteriormente se juntaram outras seis. O local foi depois estudado por grandes nomes da historiografia e arqueologia nacional, como André de Resende, Frei Bernardo de Brito, e Scarlat Lambrino (ro). Na obra Dicionario Geographico, publicada pelo padre Luís Cardoso no século XVIII e citada por A. Mesquita de Figueiredo no primeiro volume do Archaeologo Português, de 1895, é descrito o sítio de São Miguel da Mota: «Desviado desta Villa huma legoa, mas ainda no seu termo, corre a serra de S. Miguel, nome que lhe deu huma ermida deste soberano Archanjo, que se vê edificada no mais alto della, cuja casa dizem foi fundada no tempo da Gentilidade... e se entende ser mais antiga, que a igreja de Nossa Senhora da Boa Nova da Villa de Terena.».
Nas Memórias Paroquiais de 1758, coligidas por Pedro A. de Azevedo para o Archaeologo Português em 1896, faz-se referência à capela de São Miguel e aos achados arqueológicos na colina: «A ermida de S. Miguel fica distante huma legoa desta villa em sima de hum elevado monte. He esta ermida antiquissima, porque foy fundada por Maarbal ao Deos Copido com o titulo de Endovelico nos annos de 340 antes da vinda de Christo. Era este simulacro de prata muciço com hum coração na boca, e azas nos pes asestião, a este simulacro em apozentos que tinhão ao pé humas sacerdotizas a que chamavão Flaminas. [...] No mesmo monte onde está esta Ermida, e era aquelle templo de Copido Endovellico havião varias antas que é o mesmo que aras [sic] onde se fazião os sacraficios e nellas ao mesmo Copido sacrificauão hum cordeiro branco. [sic] Por esta causa (por ter cahido fazendo-se pedaços quando o nascimento de J. Christo) fizerão segundo simulacro ou Idollo de fino marmore, cujo templo sendo ao depoes possuido pelos Christãos na ley da Graça o purificarão e dedicarão a S. Miguel, e por occasião das obras, que para isso fizerão, meterão o Idollo por ser obra excellente dentro da parede da Igreja, onde foy achado quando se abrio huma porta que vay para a caza do Ermitão, e os rapazes o quebrarão fazendo-o em pedaços; e também acharão algumas pedras de marmore fino. [...] Estas pedras mandou o Sr. Theodozio, Duque de Bargança, [sic] levar para Villa Viçosa e por no Portico de S. Agostinho onde se podem ver». Neste relato refere-se que o santuário do Endovélico tinha sido construído pelos cartagineses, nomeadamente pelo comandante militar Maárbal, mas a teoria da fundação cartaginesa foi posteriormente desacreditada. De igual forma, o Endovélico surge identificado com o deus Cupido, associação que Pedro de Azevendo classifica como «invenção dos eruditos». Nas Memórias Paroquiais, a Ermida de Nossa Senhora da Assunção, posteriormente conhecida como Santuário de Nossa Senhora da Boa Nova, é descrita como tendo sido «Templo do Deos Juppiter Endovelico a quem com grande culto venerava aquella cega gentilidade». Porém, esta suposição foi baseada na presença de pedras com inscrições do Endovélico, que na realidade tinham sido trazidas de São Miguel da Mota.
No século XIX, a cobertura da capela ruiu durante a realização de trabalhos no seu interior. Nos finais desse século, o local foi estudado por Gabriel Pereira, que fez o levantamento da sua planta, e em 1890 José Leite de Vasconcellos fez trabalhos arqueológicos, durante os quais derrubou quase totalmente a Ermida de São Miguel da Mota, incluindo os alicerces, tendo restado apenas uma pequena parcela do pavimento. No topo da colina onde se situa o antigo templo foi colocado um marco geodésico.

#### Séculos XX e XXI
Em 17 de Abril de 1906, o Arqueólogo Português noticiou que o rei D. Carlos tinha oferecido ao Museu Etnográfico Português cinco lápides com inscrições dedicadas ao Endovélico, que tinham estado na Igreja dos Agostinhos, em Vila Viçosa. Estas cinco lápides foram as únicas sobreviventes dos treze exemplares de São Miguel da Mota que foram preservadas na igreja.
Em 1992 foram feitos trabalhos arqueológicos no cerro de São Miguel da Mota, no âmbito da elaboração da Carta Arqueológica do Alandroal, de forma a verificar em que condições é que se encontravam os vestígios existentes, e avaliar o possível impacto de uma plantação de eucaliptos situada a Norte. Em 2002 iniciou-se uma nova campanha arqueológica no local, que tinha como finalidade interpretar as pesquisas feitas por José Leite de Vasconcellos nos finais do século XIX, e identificar as potencialidades do sítio, no sentido de iniciar um programa de investigação prolongado. Foram confirmadas as conclusões já apresentadas por Manuel Calado, de que os vestígios de estruturas estavam concentrados na vertente oriental, devido à presença de descontinuidades topográficas que poderiam indicar a existência de ruínas de edifícios. Este local já tinha sido estudado por Leite de Vasconcellos, que o originalmente interpretou como um castrejo com muralhas. Também em 2002 foi investigada uma pequena área do pavimento da antiga capela de São Miguel da Mota, não se tendo encontrado quaisquer provas de que o antigo templo romano estaria debaixo dos alicerces, embora tenham sido descobertas várias esculturas. Durante as escavações foram recolhidas mais três peças com epígrafes consagradas ao Endovélico. No ano seguinte prosseguiram as pesquisas no topo da colina, especialmente na área da antiga capela, tendo-se constatado que as ruínas correspondentes às descontinuidades topográficas não estavam ligadas ao antigo templo, mas que provavelmente seriam de período mais recente. Porém, foram encontrados alguns silhares em granito, que revelaram a existência de imponentes edifícios no local, e vários fragmentos de peças em cerâmica, principalmente ânforas, pertencentes ao alto período imperial romano, e moedas mais tardias, do século VI. Em 2004 voltou-se a estudar o local da ermida, no sentido de descobrir o seu histórico de ocupação, tendo sido levantada a planta integral do edifício, e confirmada a inexistência de estruturas que correspondessem ao período romano por debaixo dos seus alicerces. Em 2006, os trabalhos concentraram-se no topo da colina e na sua vertente Este, tendo sido descobertas provas da existência de edifícios relativamente monumentais, e na zona mais elevada foram encontrados muitos vestígios do período romanos. Durante as investigações deste ano também é de destacar a descoberta de importantes materiais correspondentes ao período pré-romano, provavelmente do Neolítico final e do Calcolítico inicial. Em 2007 continuaram as escavações, tendo sido encontrados mais materiais do Neolítico e do Calcolítico, que poderiam ser parte das estruturas defensivas de uma povoação pré-histórica.
Em 2010, a Câmara Municipal do Alandroal lançou a iniciativa Por Terras do Endovélico, que procurava divulgar e aproveitar para fins turísticos o antigo culto pré-romano, que incluiu a organização de eventos desportivos e culturais, como filmes, concertos de música celta, mostras gastronómicas, palestras, e visitas pedonais à Rocha da Mina e a São Miguel da Mota. No âmbito deste programa, também foi preparada uma exposição conjunta do espólio recolhido em São Miguel da Mota, em colaboração com o Museu Nacional de Arqueologia. Em Maio de 2021, a autarquia estava a planear a instalação de um museu em Terena, como parte de um programa de recuperação e valorização do património daquela vila. Este espaço museológico iria servir como pólo de divulgação da riqueza cultural e histórica do concelho, com destaque para o cerro de São Miguel da Mota, como antigo centro de culto ao Endovélico.

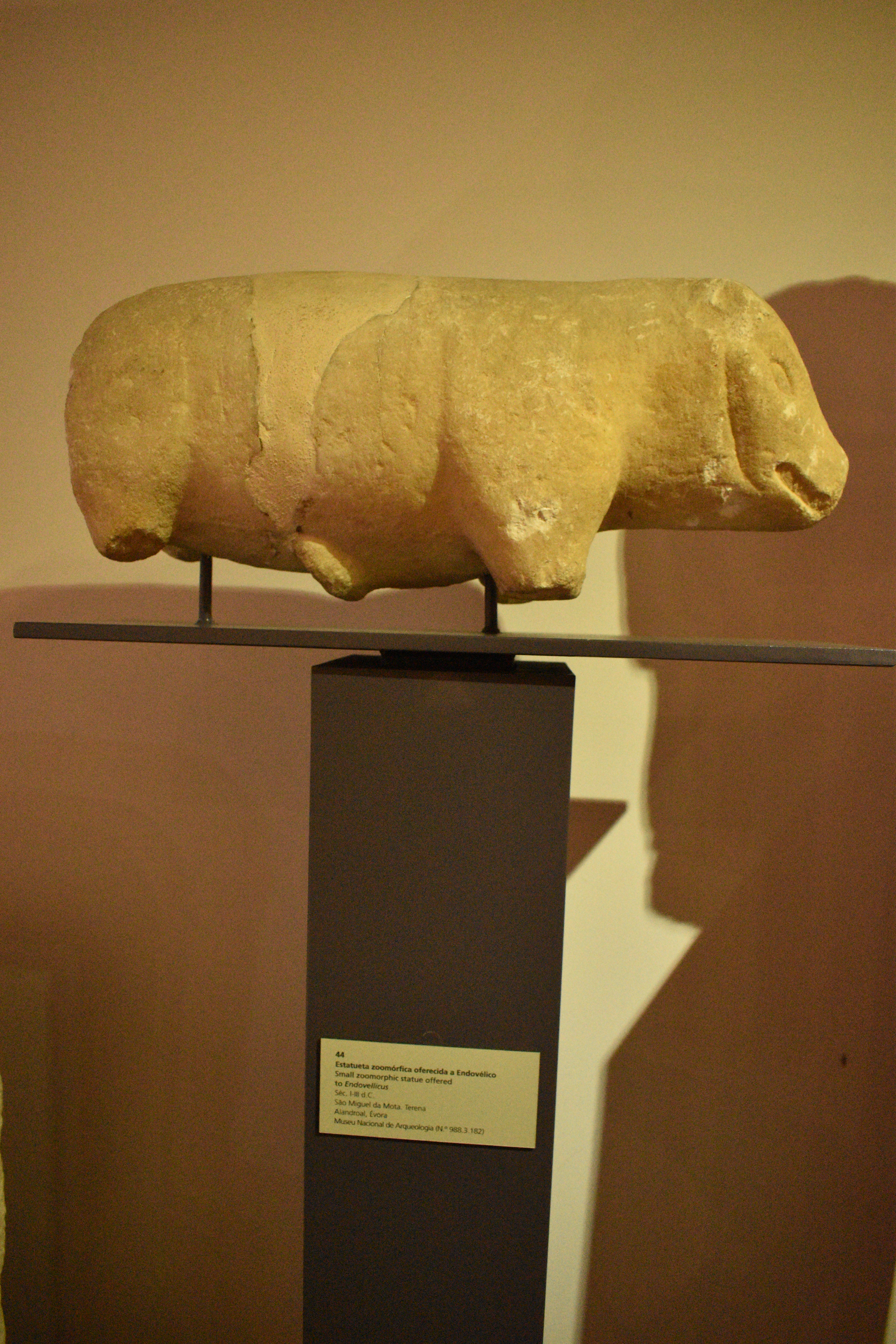
Estatueta de javali recolhida em São Miguel da Mota, que poderia representar um animal oferecido ou sacrificado ao Endovélico.

## Leitura recomendada
- AMARAL, João (2013).  CUPETO, Carlos Alberto Cupeto, ed. Alandroal: Viver - Uma história que nunca acaba (PDF) 1.ª ed. Alandroal: Câmara Municipal do Alandroal. 150 páginas. ISBN 978-989-98585-0-3
- LASCARIZ, Gilberto (2015) [2009]. Deuses Iniciáticos da Antiga Lusitânia 2.ª ed. Sintra: Zéfiro - Edições e Actividades Culturais. 163 páginas. ISBN 978-972-8958-75-6
- MOREIRA, Isabel Alves Moreira (2013). Memórias paroquiais da Vila do Alandroal e o seu termo (1758). Lisboa e Alandroal: Colibri e Câmara Municipal do Alandroal. 104 páginas. ISBN 978-989-689-330-9
- Divindades Pagãs no Alandroal: Actas / do X Congresso Anual de Paganismo. Col: Cadernos temáticos de paganismo. Volume 1. [S.l.]: PFI - Associação Cultural Pagã. 2007. 39 páginas. ISBN 978-989-95451-1-3
- Les Réligions de la Lusitanie, de Dulce Rodrigues